# 요르다노 벤투라
요르다노 벤투라 에르난데스(스페인어: Yordano Ventura Hernández, 1991년 6월 3일 ~ 2017년 1월 22일)는 전 도미니카 공화국 출신의 프로 야구 선수로 메이저 리그 베이스볼 캔자스시티 로열스에서 투수로 활약하였다.  벤투라는 2013년 9월 17일 메이저 리그에 데뷔하였다.  파워 투수로 알려진 그는 시속 102 마일의 속구를 던졌다. 그는 로열스에서 2015년 월드 시리즈 우승을 달성하였다.

## 어린 시절
도미니카 공화국 사마나에서 태어난 벤투라는 14세때 학교를 그만둔 후, 캔자스시티 로열스 아카데미에 가입할 때까지 건설업에서 일을 하였다.

## 프로 경력

### 마이너 리그

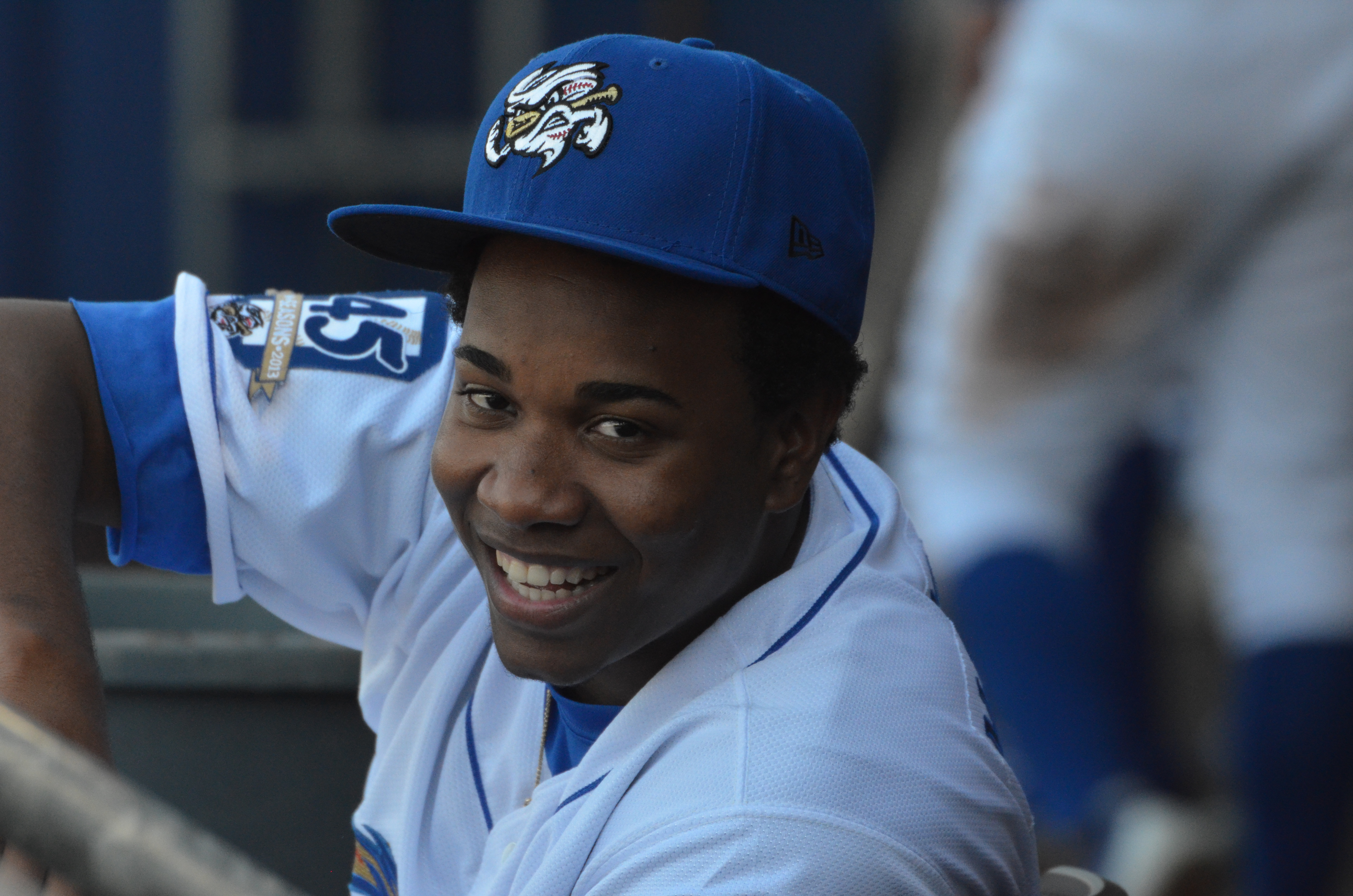
오마하 스톰 체이서스와 함께 (2013년)

2008년 국제 자유 계약 선수로서 로열스와 계약을 맺은 벤투라는 2만 8천 달러의 사이닝 보너스를 받았다.  그는 로열스 아카데미에서 훈련하는 데 다음 18개월을 보냈다.  2011년 벤투라는 클래스 A 미드웨스트 리그의 케인 카운티 쿠거스를 위하여 활약하였다.  쿠거스를 위하여 19개의 출발 경기에서 벤투라는 84개와 3분의 1 투구 이닝에서 88개의 스트라이크아웃과 함께 4 승 6 패의 기록과 4.27의 평균자책점을 가졌다.  벤투라는 클래스 A 진출의 캐롤라이나 리그의 윌밍턴 블루락스와 함께 2012년 시즌을 시작하였고, 캐롤라이나-캘리포니아 리그 올스타 게임과 올스타 퓨처스 게임 둘다에 나오는 데 임명되었다.  그 시즌 후반에 그는 클래스 AA 텍사스 리그의 노스웨스트 아칸소 내추럴스로 승진되었다.
로열스는 2013년을 위하여 벤투라를 스프링 트레이닝으로 초청하였다.  벤투라는 노스웨스트 아칸소와 함께 2013년을 시작하였으나 오마하 스톰 체이서스와 함께 57개와 3분의 2 투구 이닝에서 2.34의 평균자책점과 74개의 스트라이크아웃으로 투구한 후, 6월 클래스 AAA 퍼시픽 코스트 리그의 스톰 체이서스로 승진을 받았다.  그는 투수 레인 애덤스와 로열스 올해의 공동 마이너 리그 선수로 임명되었다.

### 캔자스시티 로열스

#### 2013년 시즌

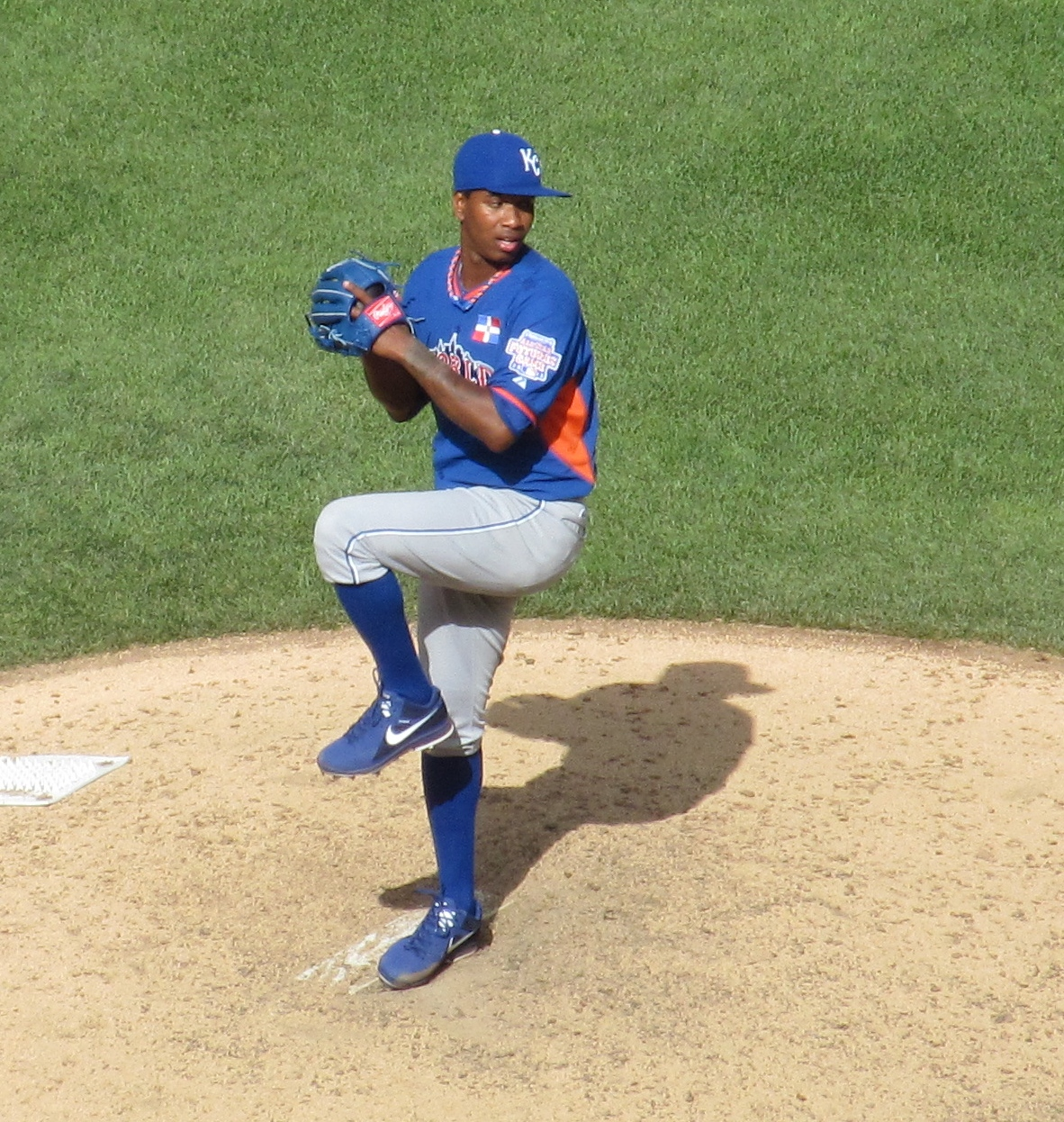
2013년 올스타 퓨처스 게임에서 투구하는 벤투라

퍼시픽 코스트 리그 챔피언십 시리즈에서 스톰 체이서스의 승리에 이어 2013년 9월 17일 로열스는 벤투라를 그의 데뷔를 이루는 데 메이저 리그로 승진시켰다.  그는 인터내셔널 리그의 더럼 불스를 상대로 트리플 A 베이스볼 내셔널 챔피언십 게임에서 스톰 체이서스 대신 로열스를 위하여 투구하였다.  로열스를 위하여 3개의 출발 경기에서 벤투라는 3.52의 평균자책점으로 투구하였다.

#### 2014년 시즌
2014년 스프링 트레이닝이 있던 동안 벤투라는 대니 더피에 로열스의 출발 회전에 최종의 자리를 얻었다.  그는 10월 3일, 로열스와 에인절스 사이에 2014년 아메리칸 리그 디비전 시리즈의 2번째 경기를 시작하여 로열스가 에인절스에 4 대 1로 우승한 경기에서 7개의 이닝을 투구하고, 하나의 득점을 내주었다.  샌프란시스코 자이언츠를 상대로 월드 시리즈의 2번째 경기에서 벤투라는 로열스를 위한 7 대 2의 우승에서 2개의 득점을 허용하였다.  팀이 3 대 2로 시리즈에서 내려가면서 6번째 경기에서 벤투라는 10 대 0의 승리에서 7개의 완봉 이닝을 투구하여 7번째 경기를 강요하였다.  경기에 대비하여 벤투라는 10월 26일 22세의 나이에 교통 사고로 숨진 자신의 친구이자 동포인 오스카르 타베라스에게 자신의 상연을 봉납하였다.

#### 2015년 시즌

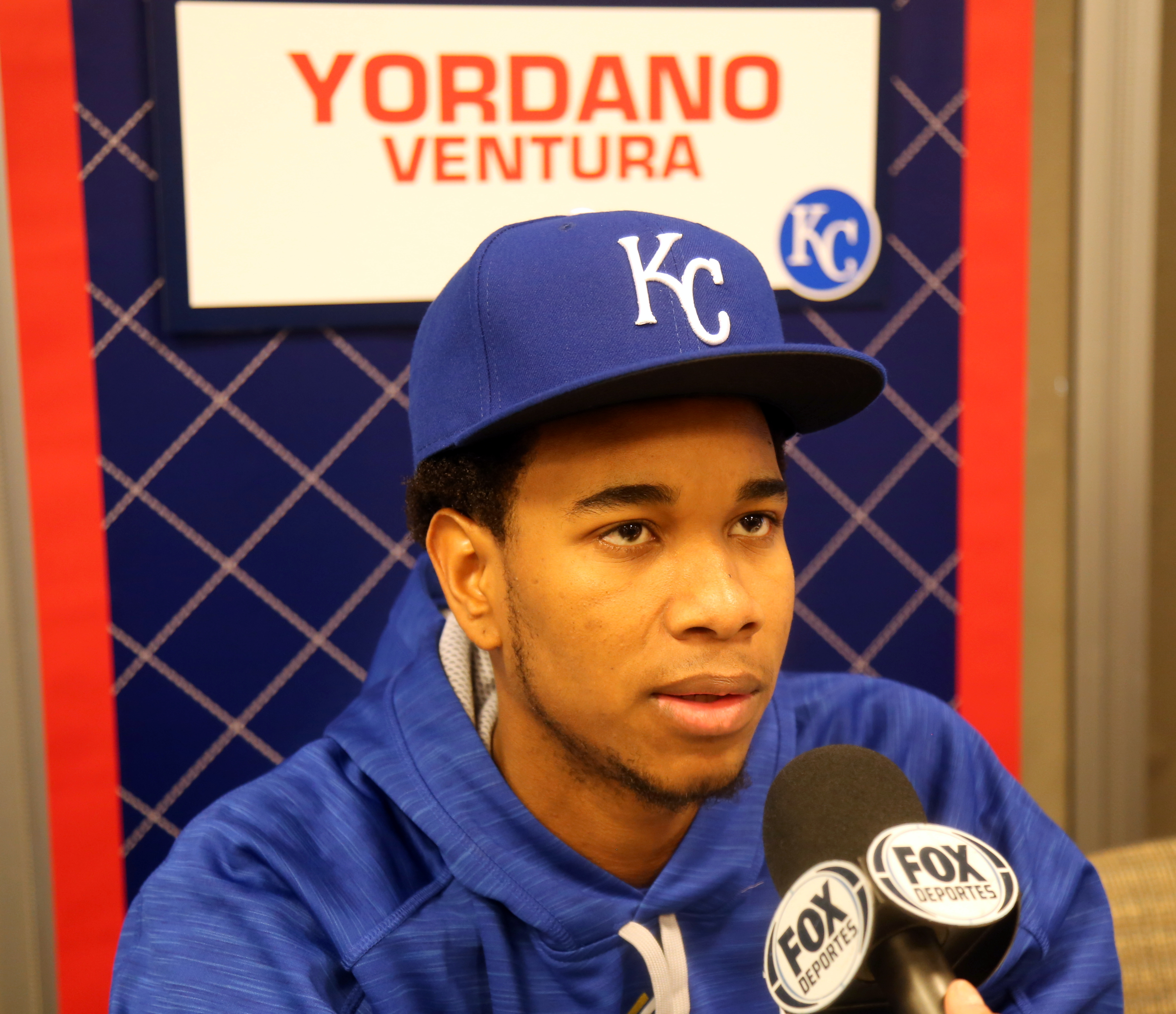
2015년 월드 시리즈가 열리기 전 기자 회견에서

2015년 시즌 전에 벤투라는 로열스와 함께 5년, 2천 3백만 달러 계약을 맺었다.  로열스의 2015년 오프닝 데이 출발 투수로 임명된 그는 4월 6일 시카고 화이트삭스를 상대로 시작하여 오른쪽 엄지 손가락에 쥐가 나면서 경기를 떠날 때까지 6개의 이닝을 투구하였다.  로열스가 10 대 1로 우승하면서 그는 넉넉한 지지를 얻었다.
4월 벤투라는 3연속 출발 경기에서 벤치 클리어링에 연루되었다.  4월 12일 로스앤젤레스 에인절스를 상대로 경기가 열린 동안 중앙까지 1루타 후에 마이크 트라우트를 노려보았다.  트라우트가 이닝에서 이후에 득점을 매긴 후, 벤투라는 다시 그를 직면하였다.  4월 18일 오클랜드 애슬레틱스를 상대로 경기가 열린 동안 벤투라는 투구와 함께 브렛 로리를 고의적으로 친 후, 퇴장을 당하였다.  4월 22일 벤투라는 미공개 금액에 벌금을 물고, 아무 경기들을 위하여 출장 정지를 당하지 않았다.  다음날 로열스와 화이트삭스 사이에 벤치 클리어링을 일으킨 외야수 애덤 이턴의 땅볼을 수비하면서 벤투라가 선동한 것으로 생각된 말을 이턴과 교환하였다.  벤투라를 포함한 총 5명의 선수들이 퇴장을 당하였다.  4월 25일 벤투라는 7개의 경기를 위하여 출장 정지를 당하였다.  4월 30일 그는 출장 정지가 효과를 내는 데 항소하는 선택이 있었으나 그것을 버렸다.
7월 21일 로열스가 그를 오마하로 보내기 전에 벤투라는 5.19의 평균자책점을 투구하였다.  출발 회전에서 그의 대체 선수 제이슨 바가스가 그날 밤 자신의 팔꿈치 부상을 당하여 벤투라는 다음날 재소집되었다.  2015년 정규 시즌 동안 벤투라는 4.08의 평균자책점과 156개의 스트라이크아웃과 함께 13 승 8 패의 기록으로 투구하였다.  그는 한 시간에 96.4 마일의 평균 속구 속도와 함께 메이저 리그의 전체 투수들을 이끌었다.
10월 8일 벤투라는 휴스턴 애스트로스를 상대로 아메리칸 리그 디비전 시리즈의 첫번째 경기를 투구하여 5 대 2의 패배가 된 경기에 2개의 이닝 후에 나가 3개의 득점을 내주었다.  10월 12일 4번째 경기에서 그는 애스트로스에 9 대 6으로 우승한 경기에서 5개의 이닝을 투구하였다.  벤투라는 5번째 이닝에서 선두를 포기하였으나 로열스는 애스트로스의 불펜에 7개의 득점을 매기는 데 집합하였다.  10월 17일 토론토 블루제이스를 상대로 아메리칸 리그 챔피언십 시리즈의 2번째 경기를 시작한 벤투라는 로열스의 6 대 3의 승리에서 3개의 득점을 허용하였다.  10월 23일 그는 또한 그 시리즈의 4 대 0으로 우승하여 월드 시리즈로 진출하였다.  뉴욕 메츠를 상대로 월드 시리즈의 3번째 경기에서 벤투라는 5개의 득점을 내주어 패배의 투수였다.  5개의 포스트시즌 경기에서 그는 6.43의 평균자책점으로 투구하고 우승을 얻지 않았다.

#### 2016년 시즌
2016년 6월 7일 볼티모어 오리올스를 상대로 경기에서 벤투라는 매니 마차도에게 내부로 몇번 투구하고 둘은 말을 나누었다.  오리올스가 5 대 1로 앞서면서 5번째 이닝에서 마차도의 다음 타석이 일어났다.  타서의 첫 투구와 함께 벤투라는 한 시간에 99 마일 (159km/h) 속구와 함께 마차도를 쳤다.  마차도는 벤투라를 뒤쫓아 벤치 클리어링을 일으켰다.  양선수는 퇴장을 당하였다.  이틀 후에 벤투라는 미공개 금액에 벌금을 물고, 9개의 출장 정지를 당하였다.  6월 18일 그는 8개의 경기로 줄여진 출방 경기를 지내기 시작하였다.  그는 11 승 12 패 기록과 4.45의 평균자책점과 함께 2016년 시즌을 끝냈다.

### 스카우팅 리포트
벤투라는 한 시간에 102 마일 (164km/h)에 끝나는 속구를 던졌다.  그의 투구의 레퍼터리는 또한 커브볼과 체인지업을 포함하였다.

## 사망
2017년 1월 22일, 도미니카 공화국에서 교통 사고 후 운전자의 실랑이 끝에 폭행으로 인하여 사망하였다. 범인은 폭행 및 살해 후 2015년 월드 시리즈 우승 반지와 금품들을 훔쳐갔다. 그런데 공교롭게도 이 날은 KBO리그 프로야구 전 KT 위즈의 내야수였던 앤디 마르테도 과속으로 인한 교통사고로 사망하여 하룻동안 전 세계 야구계에서만 두 개의 큰 별이 떨어지고 말았다.

## 연도별 투구 성적
| 연 도     | 소 속     | 등 판 | 선 발 | 완 투 | 완 봉 | 무 4 구 | 승 리 | 패 전 | 세 이 브 | 홀 드 | 승 률 | 타 자 | 이 닝 | 피 안 타 | 피 홈 런 | 볼 넷 | 고 4 | 몸 맞 | 탈 삼 진 | 폭 투 | 보 크 | 실 점 | 자 책 점 | 평 자 책 | W H I P |
| --------- | --------- | ----- | ----- | ----- | ----- | ------- | ----- | ----- | -------- | ----- | ----- | ----- | ----- | -------- | -------- | ----- | ---- | ----- | -------- | ----- | ----- | ----- | -------- | -------- | ------- |
| 2013년    | KC        | 3     | 3     | 0     | 0     | 0       | 0     | 1     | 0        | 0     | .000  | 64    | 15.1  | 13       | 3        | 6     | 0    | 0     | 11       | 1     | 0     | 6     | 6        | 3.52     | 1.24    |
| 2014년    | KC        | 31    | 30    | 0     | 0     | 0       | 14    | 10    | 0        | 0     | .583  | 782   | 183.0 | 168      | 14       | 69    | 1    | 5     | 159      | 11    | 1     | 70    | 65       | 3.20     | 1.29    |
| 통산：2년 | 통산：2년 | 34    | 33    | 0     | 0     | 0       | 14    | 11    | 0        | 0     | .560  | 859   | 198.1 | 846      | 181      | 17    | 75   | 1     | 170      | 12    | 1     | 76    | 71       | 3.22     | 1.29    |

- 2014시즌 종료 기준.